# 楊傑宇
楊傑宇（英語：Stone Yang，1989年03月29日—），台灣男演員、舞台劇、京劇、電視劇演員，畢業於國立臺灣戲曲學院京劇學系。2015年，楊傑宇通過由王小棣等八位導演共同創辦的「Q Place表演教室」好演員班甄選、戲劇課程訓練，以第一期學員身分結業。2016年起演出多部短片、舞台劇，並參演《植劇場》相關單元，包括台視和公視的《植劇場－姜老師，妳談過戀愛嗎？》、《植劇場－夢裡的一千道牆》等電視劇。2020年藉由參演游翰庭執導的輔導金短片《蟾鳴》獲得第42屆金穗獎一般作品類：單項表現獎「最佳男演員獎」。2023年參與公視、三立都會台偶像喜劇《地獄里長》中飾演方孝武甘草人物一角為人熟知。

## 演出作品

### 電視劇
| 年份   | 電視臺               | 劇名                                                 | 角色       | 備註     | 導演                  |
| 2015年 | 台視 TVBS歡樂台      | 《哇！陳怡君》                                       | 阿寶的同學 | 客串     | 瞿友寧、周美玲        |
| 2016年 | 三立台灣台           | 《紫色大稻埕》                                       | 京劇演員   | 客串     | 葉天倫、陳長綸        |
| 2016年 | 台視 八大綜合台 公視 | 《植劇場－姜老師，妳談過戀愛嗎？》                   | 楊明邦     | 男配角   | 王明台                |
| 2016年 | 台視 八大綜合台 公視 | 《台灣孩子演台灣故事》想看電視真辛苦                 | 電業小陳   | 男主角   | 施岑諺                |
| 2016年 | 台視 八大綜合台 公視 | 《台灣孩子演台灣故事》一張紙的夢想─愛國獎券          | 楊傑宇     | 男主角   | 練健輝                |
| 2016年 | 台視 八大綜合台 公視 | 《戀愛沙塵暴》番外篇06 亦珊的媽寶前男友              | 冠宇       | 男主角   | 施岑諺                |
| 2016年 | 台視 八大綜合台 公視 | 《荼蘼》番外01 搭訕高手                              | 超商店員   | 男主角   | 練健輝                |
| 2016年 | 台視 八大綜合台 公視 | 《荼蘼》番外06 屍到荼靡                              | 逃亡者     | 男主角   | 貓克斯                |
| 2016年 | 台視 八大綜合台 公視 | 《姜老師，你談過戀愛嗎？》番外09 記者搞不定的事      | 記者       | 男主角   | 施岑諺                |
| 2016年 | 台視 八大綜合台 公視 | 《姜老師，你談過戀愛嗎？》番外10 她們的前世今生      | 算命師     | 男主角   | 貓克斯                |
| 2016年 | 台視 八大綜合台 公視 | 《姜老師，你談過戀愛嗎？》植日生週記第三集           | 楊傑宇     | 客串     | 不適用                |
| 2017年 | 台視 八大綜合台 公視 | 《植劇場－積木之家》                                 | 廟公弟子   | 男配角   | 廖士涵                |
| 2017年 | 台視 八大綜合台 公視 | 《植劇場－夢裡的一千道牆》                           | 還想       | 男主角   | 王小棣                |
| 2017年 | 台視 八大綜合台 公視 | 《積木之家》番外06 弄假成真                          | 廟公弟子   | 男主角   | 練健輝                |
| 2017年 | 台視 八大綜合台 公視 | 《積木之家》番外08 廟公弟子與他的地下電台            | 廟公弟子   | 男主角   | 練健輝                |
| 2017年 | 台視 八大綜合台 公視 | 《積木之家》番外13 敦親墓鄰                          | 廟公弟子   | 男主角   | 施岑諺                |
| 2017年 | 台視 八大綜合台 公視 | 《積木之家》植日生週記第二集                         | 楊傑宇     | 客串     | 不適用                |
| 2017年 | 台視 八大綜合台 公視 | 《積木之家》植日生週記第四集                         | 楊傑宇     | 客串     | 不適用                |
| 2017年 | 台視 八大綜合台 公視 | 《夢裡的一千道牆》番外01 託夢                        | 倒楣鬼     | 男主角   | 施岑諺                |
| 2017年 | 台視 八大綜合台 公視 | 《夢裡的一千道牆》番外04 觀人世                      | 倒楣鬼     | 男主角   | 施岑諺                |
| 2017年 | 台視 八大綜合台 公視 | 《夢裡的一千道牆》番外08 新演員們訪談（上）          | 楊傑宇     | 男主角   | 貓克斯                |
| 2017年 | 台視 八大綜合台 公視 | 《夢裡的一千道牆》番外10 新演員們訪談（下）          | 楊傑宇     | 男主角   | 練健輝                |
| 2017年 | 台視 八大綜合台 公視 | 《夢裡的一千道牆》番外11 燒紙錢                      | 攤販       | 男主角   | 貓克斯                |
| 2017年 | 台視 八大綜合台 公視 | 《夢裡的一千道牆》番外12 大來賓小課堂                | 楊傑宇     | 男主角   | 施岑諺                |
| 2017年 | 台視 八大綜合台 公視 | 《夢裡的一千道牆》植日生週記第一集                   | 楊傑宇     | 男主角   | 不適用                |
| 2017年 | 台視 八大綜合台 公視 | 《夢裡的一千道牆》植日生週記第二集                   | 楊傑宇     | 客串     | 不適用                |
| 2017年 | 台視 八大綜合台 公視 | 《夢裡的一千道牆》植日生週記第四集                   | 楊傑宇     | 男主角   | 不適用                |
| 2017年 | 台視 八大綜合台 公視 | 《夢裡的一千道牆》植日生週記第五集                   | 楊傑宇     | 男主角   | 不適用                |
| 2017年 | 台視 八大綜合台 公視 | 《夢裡的一千道牆》植日生週記第六集                   | 楊傑宇     | 男主角   | 不適用                |
| 2017年 | 台視 八大綜合台 公視 | 《花甲男孩轉大人》番外13 花甲歌舞 愛情為何這麼不容易 | 楊傑宇     | 特別演出 | 練健輝                |
| 2017年 | 台視 八大綜合台 公視 | 《五味八珍的歲月》番外02 老大教戰守策                | 小弟       | 男主角   | 施岑諺                |
| 2017年 | 台視 八大綜合台 公視 | 《五味八珍的歲月》番外04 吃吃之歌                    | 經理/廚師  | 特別演出 | 貓克斯                |
| 2017年 | 台視 八大綜合台 公視 | 《五味八珍的歲月》番外10 耀仁訪談                    | 楊傑宇     | 男主角   | 施岑諺                |
| 2021年 | ViuTV 八大戲劇台     | 《超感應學園》                                       | JoKing     | 客串     | 林彥廷                |
| 2022年 | 公視                 | 《村裡來了個暴走女外科》                             | 游正順     | 特別演出 | 賴孟傑                |
| 2023年 | 公視 三立都會台      | 《地獄里長》                                         | 方孝武     | 主演     | 瞿友寧、洪子烜 李青蓉 |
| 2025年 | 客家電視台           | 《星空下的黑潮島嶼》                                 | 丁小六     | 男配角   | 王傳宗                |

### 電影
| 年份   | 片名                 | 角色   | 備註   | 導演   |
| 2018年 | 《花甲大人轉男孩》   | 航警   | 客串   | 瞿友寧 |
| 2020年 | 《刻在你心底的名字》 | 劉培仁 | 男配角 | 柳廣輝 |
| 2023年 | 《他馬克老闆》       | 蔡卜   | 男配角 | 瞿友寧 |

### 廣告
| 年份   | 作品                                       |
| 2010年 | 《六堆運動會》廣告                         |
| 2012年 | 《黃國華專訪財務自由》網路廣告             |
| 2013年 | 《落建》廣告                               |
| 2013年 | 《裙擺搖搖 高爾夫公開賽》廣告              |
| 2014年 | 《悅氏礦泉水》廣告                         |
| 2015年 | 《GOODTV我的小氣阿嬤》廣告                 |
| 2017年 | 《HOYII微電影上班族篇》廣告                |
| 2017年 | 《寂靜之光》廣告                           |
| 2017年 | 《日立冷氣》廣告                           |
| 2018年 | 行動支付 台灣Pay「KTV歡唱篇                |
| 2019年 | 金牌Free啤酒風味飲料《享喝就喝（渴望篇）》 |
| 2022年 | 京都念慈菴《此聲摯愛》夫妻篇               |
| 2022年 | 保險安定基金                               |
| 2023年 | 中國信託新舞臺藝術節                       |
| 2024年 | 果利生技                                   |

### 電影短片 ∕ 網路短片 ∕ 電視電影
| 年份   | 製作單位                    | 片名                                         | 角色         | 備註                        |
| 2014年 | 政治大學 廣播電視學系       | 《三面夏娃》                                 |              |                             |
| 2014年 | 崑山科技大學 視訊傳播設計系 | 《囚饒》                                     | 林裕傑       |                             |
| 2016年 | 植劇場 Qplace               | 植劇場『未來星』系列--楊傑宇                 | 楊傑宇       | [ 11 ]                      |
| 2016年 | 植劇場 Qplace               | 《台灣孩子演台灣故事》一張紙的夢想─愛國獎券  | 楊傑宇       |                             |
| 2017年 | 財團法人金融消費評議中心    | 「微微道來，預見未來」微電影系列 《MY TURN》 | 評議中心專員 | [ 12 ]                      |
| 2017年 | 政治大學 廣播電視學系       | 《婚期將至》                                 | 李宥恩       |                             |
| 2018年 | 輔導金短片                  | 《蟾鳴》                                     | 阿肯         | [ 13 ] [ 14 ] [ 15 ] [ 16 ] |
| 2018年 | 上山採藥創意 李伯軒         | 《學姊我...》                                | 許瀚宇       |                             |
| 2019年 | 崑山科技大學 視訊系畢業製作 | 《令》                                       | 俊成         | [ 17 ] [ 18 ]               |
| 2019年 | KKTV LINE TV                | 《同居吧！MC女孩》                           | 真愛男孩     | [ 19 ]                      |
| 2019年 | 緯來電影台                  | 《綠蝴蝶》                                   | 小馬         | [ 20 ] [ 21 ]               |
| 2019年 | 《希聲》                    |                                              |              |                             |
| 2021年 | 天下雜誌 CSR在天下          | 《少年的河》                                 | 陳天瀨       | [ 22 ]                      |
| 2022年 | 公共電視                    | 《半天的海邊》                               | 李承傑       | 導演編劇：紀建廷            |
| 2023年 | 公共電視 高雄市電影館       | 《我可以暫時逃跑一下嗎？》                   | 黃彥哲       |                             |

### 音樂錄影帶
| 年份   | 歌手     | 歌名         | 備註 |
| 2018年 | 劉國劭   | 《後來》     | 翻唱 |
| 2019年 | 倒車入庫 | 《大象》     |      |
| 2019年 | 紀儀羚   | 《記憶零》   |      |
| 2025年 | 陳芳語   | 《我們的愛》 |      |

### 舞台劇
| 年份   | 劇團                                       | 劇名                                      | 備註                                                  |
| 2004年 | 國立復興劇團                               | 《京劇：射天》                            |                                                       |
| 2004年 | 台灣青年藝術交流                           |                                           | 美國巡迴演出                                          |
| 2004年 | 台灣青年藝術交流                           |                                           | 加勒比海聖文森演出                                    |
| 2005年 | 澳洲墨爾本第20屆聽障奧運奧林匹克運動考察團 |                                           | 接旗演出                                              |
| 2008年 | 當代傳奇劇場                               | 《京劇：樓蘭女》                          | 香港，大會堂                                          |
| 2008年 | 當代傳奇劇場                               | 《京劇：樓蘭女》                          | 上海，東方劇院東方藝術中心                            |
| 2008年 | 國光劇團                                   | 《京劇：狀元媒》                          |                                                       |
| 2009年 | 台灣戲曲學院                               | 《西洋戲劇：仲夏夜之夢》                  |                                                       |
| 2009年 | 當代傳奇劇場                               | 《英雄美少年－陸文龍》                    |                                                       |
| 2009年 | 如果兒童劇團                               | 《夜叉國》                                |                                                       |
| 2010年 | 台北花博跨年演出                           | 《前進》                                  |                                                       |
| 2010年 | 台北啤酒工廠347成品倉庫                    | 《嘿，女生》                              |                                                       |
| 2011年 | 戲曲學院京劇學系 畢業展演                  | 《蘇三起解》                              |                                                       |
| 2011年 | 戲曲學院京劇學系 畢業展演                  | 《都是當兵惹的禍》                        |                                                       |
| 2011年 | 當代傳奇劇場                               | 《康熙大帝與太陽王路易十四》              |                                                       |
| 2011年 | 歐洲巡迴演出                               | 《戲曲跨文化交流》                        | 由美國俄亥俄州邁阿密大學戲劇教授 Howard Blanning 計畫 |
| 2011年 | 彩紅愛家 聖誕音樂劇                        | 《薇薇和蒂蒂的願望》                      |                                                       |
| 2013年 | 國光劇團                                   | 《小丑報到》                              |                                                       |
| 2013年 | 紙風車劇團                                 | 《368 鄉鎮演出》                          |                                                       |
| 2014年 | 圓園方坊 兒童劇                            | 《卡娃噶寶》                              |                                                       |
| 2017年 | 腦動劇團                                   | 《意外Ｇ體驗》                            |                                                       |
| 2017年 | 栢優座                                     | 《惡虎青年Ｚ》                            |                                                       |
| 2018年 | 栢優座                                     | 《兩將軍大戰葭萌關》                      |                                                       |
| 2018年 | 栢優座                                     | 《行動代號：莫須有》                      |                                                       |
| 2018年 | 當代傳奇劇場                               | 《水滸108忠義堂》                         |                                                       |
| 2019年 | 栢優座                                     | 《懸河醫生館》                            |                                                       |
| 2019年 | 動見体                                     | 《戰＋》                                  |                                                       |
| 2021年 | 栢優座                                     | 《將進酒食樂章》                          |                                                       |
| 2021年 | 栢優座                                     | 《最後5秒，會看見光、看見暗、還是看見我》 |                                                       |
| 2022年 | 栢優座                                     | 《水滸英雄探險趣》                        |                                                       |
| 2022年 | 鹹味島合作社 環境劇場                      | 《銀海》                                  |                                                       |
| 2022年 | 栢優座                                     | 《最後五秒》                              |                                                       |
| 2022年 | 勇氣即興劇場                               | 《大雞腿劇場》                            | 「無實體觀眾」YouTube頻道直播演出                     |
| 2023年 | 栢優座                                     | 《三岔口栢優群伶狂笑版》                  |                                                       |
| 2023年 | 栢優座                                     | 《花豹京劇鑼鼓諮商課》                    |                                                       |
| 2023年 | 栢優座                                     | 《消失的六期生》                          |                                                       |
| 2023年 | 栢優座                                     | 《鬼島學苑進修部》                        |                                                       |
| 2024年 | 栢優座                                     | 《消失的六期生》                          |                                                       |
| 2025年 | 栢優座                                     | 《暗夜花香來》                            | 第11屆青年戲曲藝術節【歌仔戲】                        |
| 2025年 | 栢優座                                     | 《半里長城》                              |                                                       |

## 音樂作品

### 單曲
| 年份   | 歌曲名稱       | 演唱者 | 作詞人 | 作曲人 | 編曲人 | 備註                    |
| 2018年 | 《阿姨喜貼魯》 | 楊傑宇 | 朱智暘 | 朱智暘 | 李沛芩 | 短片《學姊我...》主題曲 |

## 獎項紀錄
| 年份   | 頒獎典禮              | 獎項                                   | 作品             | 角色           | 結果   |
| 2011年 | 政府反毒影片比賽      | 金獎                                   | 政府反毒影片     | 擔任編劇       | 獲獎   |
| 2013年 | 國防部金像獎          |                                        | 紀錄片           | 擔任導演、編劇 | 第二名 |
| 2014年 | 伊林娛樂第3屆璀璨之星 | 演藝組 璀璨星秀獎                      |                  |                | 獲獎   |
| 2018年 | 上山採藥-創意影音大賞 | 金獎                                   | 《學姊我...》    | 許瀚宇         | 獲獎   |
| 2020年 | 第42屆金穗獎          | 一般作品類 個人單項表現獎 (最佳男演員) | 《蟾鳴》         | 阿肯           | 獲獎   |
| 2025年 | 第一屆台北戲劇獎      | 最佳獨立精神獎                         | 《消失的六期生》 | 演員           | 提名   |

## 外部連結
- 楊傑宇 Stone的Facebook專頁
- 傑宇的Instagram帳戶
- 植劇場『未來星』系列 （页面存档备份，存于）